# 黒田としえ
黒田 としえ（くろだ としえ、1987年5月4日 - ）は、岡山県出身のタレント。身長163cm、血液型はO型。BLUE ROSE所属。
かつては黒田 稔恵名義でローカルアイドルユニット・Bachicco!のメンバーとして活躍。2006年に脱退、活動拠点を東京に移し、併せて改名した。芸能人女子フットサルチーム「TEAM SPAZIO」の元メンバーで、チームはすでに解散している。
ラッキー7オーディション、モーニング娘。オーディション2005と二度もモーニング娘。の新メンバーのオーディションを受け、二度とも第2次審査まで勝ち残った経験がある。

## 人物
- 趣味：お菓子作り、読書
- 特技：ソフトボール、ダンス、卓球

## 出演

### テレビ
- デジ屋台（TBS、2006年7月 - ）
- ばちこい!（瀬戸内海放送）レギュラーアシスタント（2005年8月 - 12月・Bachicco!所属時）
- ポイチョ!（瀬戸内海放送）レギュラーアシスタント（2006年1月 - 6月・Bachicco!所属時）

### 舞台
- 小鳥たちの青い薔薇

### 映画
- ハッピーエンド（2008年・山田篤宏監督）[2]

## 作品

### DVD
- SCOOP!!（イーネットフロンティア）2006年12月15日